# شارهورود
شارهورود (به اوکراینی: Шаргород) در استان وینیتسیا در کشور اوکراین است. جمعیت این شهر ۷,۰۶۲ نفر (۲۰۲۱ تخمینی) است.